# 난, 도라에몽
후지코 F. 후지오 원더랜드 난, 도라에몽은 후지코 F. 후지오 원작의 도라에몽의 잡지이다. 25권 모두 발매된 이후에는 후작 "더 많이! 도라에몽"이 뒤를 이었다.

## 개요
2004년, TV 애니메이션화 25주년이자 첫 영화 개봉 25번째를 맞이하는 기념해서 기획되어서 2004년 2월 25일에 발매된 창간호부터 25호까지 매월 2회 발행하고 있었다.

## 더 많이! 도라에몽
더 많이! 도라에몽은 "난, 도라에몽"의 후작이다. 5권이 발매되었다. 모든 책이 100페이지 이상으로 구성되었으며 모든 책에 있는 피규어를 모아서 타임머신의 디오라마를 완성할 수 있다.